# Danmarks herrlandslag i handboll
Danmarks herrlandslag i handboll representerar Danmark i handboll på herrsidan.
Danmarks herrlandslag i handboll tillhör världseliten i handboll. De största framgångarna har man nått i Världsmästerskapen med fyra guld, 2019, 2021, 2023 och 2025 samt i Europamästerskapen med två guld, 2008 och 2012 efter tre raka brons 2002, 2004 och 2006. Vid 2019 års världsmästerskap i Danmark och Tyskland blev Danmark för första gången världsmästare, efter seger med 31–22 mot Norge. 2021 upprepade de sin triumf och blev världsmästare för andra gången i rad genom att besegra Sverige med 26–24 i finalen. 2023 blev de världsmästare för tredje gången i rad, och blev därmed historiska, efter att ha besegrat Frankrike med 34–29 i finalen. 2025 togs fjärde raka guldet, efter finalseger med 32–26 över Kroatien.
Man har även tre OS-medaljer, guld från 2016 i Rio de Janeiro och 2024 i Paris, och silver från 2020 i Tokyo.

## Historia

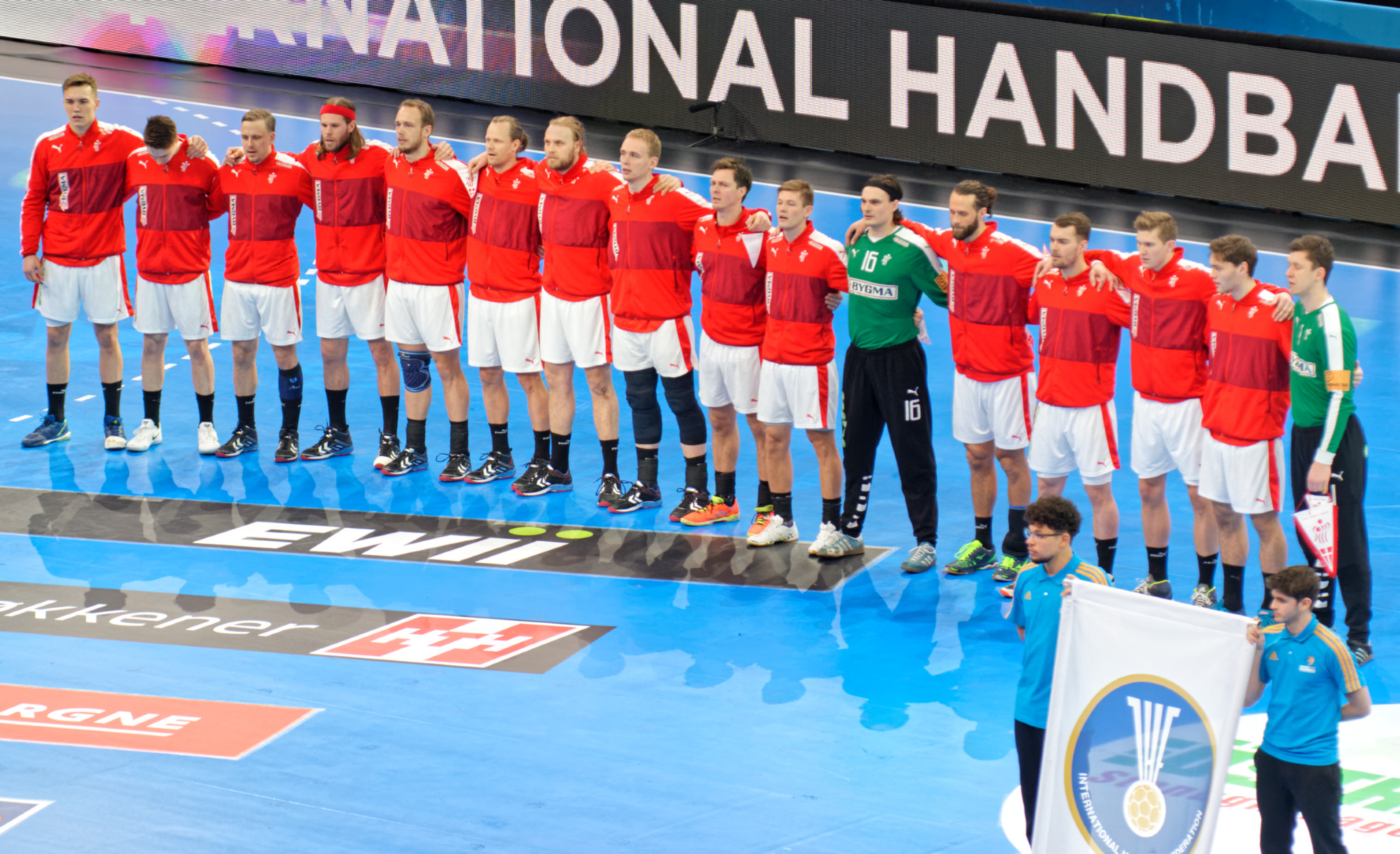
Danmarks spelartrupp vid VM 2017 i Frankrike.

Laget spelade sin första landskamp den 20 augusti 1934, en utomhuslandskamp i Köpenhamn som förlorades med 5–16 mot Tyskland. I första inomhuslandskampen föll man med 12–18 mot Sverige den 8 mars 1935.

### Framgångar i världsmästerskap
Danmark var mycket framgångsrika under 1960-talet, då man nådde finalen i VM 1967, där man föll mot Tjeckoslovakien i Sverige.
Efter framgångar i Europamästerskapen med tre raka bronsmedaljer 2002–2006 kunde laget vid VM 2007 i Tyskland vinna en bronsmedalj även i världsmästerskapen. Vid VM 2011 i Sverige förlorade laget på nytt en final, denna gång mot Frankrike efter förlängning. Vid VM 2013 var det åter igen dags för en finalförlust och ett tredje silver, denna gång förlorade man klart mot hemmanationen Spanien. Vid VM 2019 kom första världsmästartiteln, och den följdes upp med en ny titel vid VM 2021. Vid VM 2023 tog Danmark sin tredje VM-titel i rad, och blev därmed historiska då ingen annan nation gjort detta tidigare.

## Meriter
| - 1938 i Tyskland: 4:a - 1954 i Sverige: 5:a - 1958 i Östtyskland: 4:a - 1961 i Västtyskland: 5:a - 1964 i Tjeckoslovakien: 7:a - 1967 i Sverige: Silver - 1970 i Frankrike: 4:a - 1974 i Östtyskland: 8:a - 1978 i Danmark: 4:a - 1982 i Västtyskland: 4:a - 1986 i Schweiz: 8:a - 1990 i Tjeckoslovakien: Ej kvalificerade - 1993 i Sverige: 9:a - 1995 i Island: 19:e - 1997 i Japan: Ej kvalificerade - 1999 i Egypten: 9:a - 2001 i Frankrike: Ej kvalificerade - 2003 i Portugal: 9:a - 2005 i Tunisien: 13:e - 2007 i Tyskland: Brons - 2009 i Kroatien: 4:a - 2011 i Sverige: Silver - 2013 i Spanien: Silver - 2015 i Qatar: 5:a - 2017 i Frankrike: 10:a - 2019 i Danmark och Tyskland: Guld - 2021 i Egypten: Guld - 2023 i Polen och Sverige: Guld - 2025 i Danmark, Kroatien och Norge: Guld | - 1994 i Portugal: 4:a - 1996 i Spanien: 12:a - 1998 i Italien: Ej kvalificerade - 2000 i Kroatien: 10:a - 2002 i Sverige: Brons - 2004 i Slovenien: Brons - 2006 i Schweiz: Brons - 2008 i Norge: Guld - 2010 i Österrike: 5:a - 2012 i Serbien: Guld - 2014 i Danmark: Silver - 2016 i Polen: 6:a - 2018 i Kroatien: 4:a - 2020 i Norge/Sverige/Österrike: 13:e - 2022 i Slovakien och Ungern: Brons - 2024 i Tyskland: Silver - 2026 i Danmark, Norge och Sverige: Kvalificerade som värdnation | - 1936 i Berlin: Deltog ej - 1972 i München: 13:e - 1976 i Montreal: 8:a - 1980 i Moskva: 9:a - 1984 i Los Angeles: 4:a - 1988 i Seoul: Ej kvalificerade - 1992 i Barcelona: Ej kvalificerade - 1996 i Atlanta: Ej kvalificerade - 2000 i Sydney: Ej kvalificerade - 2004 i Aten: Ej kvalificerade - 2008 i Peking: 7:a - 2012 i London: 6:a - 2016 i Rio de Janeiro: Guld - 2020 i Tokyo: Silver - 2024 i Paris: Guld |

## Spelare i urval

### Världsmästartruppen 2021
Niklas Landin Jacobsen, Emil Nielsen, Kevin Møller, Magnus Landin Jacobsen, Magnus Bramming, Emil Jakobsen, Anders Zachariassen,  Lasse Svan Hansen, Johan Hansen, Henrik Møllgaard, Mads Mensah Larsen, Mikkel Hansen, Morten Olsen, Lasse Andersson, Simon Hald, Jacob Holm, Nikolaj Øris Nielsen, Mathias Gidsel, Nikolaj Læsø, Magnus Saugstrup. Tränare: Nikolaj Jacobsen, Henrik Kronborg.